# Теорія молекулярних графів
Теорія молекулярних графів (англ. molecular graph theory) — теорія аналізу всіх наслідків сполучності (порядку зв'язування) в молекулярних структурах та в хімічних перетвореннях.
Використовується для встановлення закономірностей, пов'язаних з комбінаторною та топологічною природою явищ.